# ショート シェトランド
ショート シェトランド
- 用途：洋上偵察機
- 分類：飛行艇
- 製造者：ショート・ブラザーズ
- 初飛行：1944年12月12日
- 生産数：2機

ショート S.35 シェトランド（Short S.35 Shetland）は、第二次世界大戦で使用するためにロチェスターのショート・ブラザーズ社が製造した高速、長航続距離、4発エンジンの飛行艇である。本機は英航空省の超長距離偵察飛行艇に対する要求仕様（要求仕様 R.14/40に定義）に合致するように設計された。本機の設計には大量生産されたショート サンダーランド機の経験が活かされた。

## 設計と開発
要求仕様 R.14/40は、ショート サンダーランドより高速の飛行艇の要求仕様 R.3/38を重武装化した初期の要求仕様 R.5/39に取って代わるものであった。ショート社を含めた各メーカーは要求仕様 R.5/39に則った設計を提出したが、航空省はサンダーランド機を早急に代替する機体への要求に方針を変更した。最大重量が38,102 kg (84,000 lb)とされていた要求仕様 R.5/39に対しR.14/40は爆弾搭載量が9,072 kg (20,000 lb)で最大離陸重量45,359 kg (100,000 lb)とされた。計画された使用エンジンはブリストル セントーラス 星型エンジンかネイピア セイバーとされた。
ショート社と英国のもう1社の大型飛行艇メーカーのサンダース・ロー（Saunders-Roe、"Saro"）社が要求仕様 R.14/40にサンダース・ロー S.41で競作に参加した。どちらか一方の設計を採用するよりも航空省は両社へ作業を分担した共同開発を要請した。詳細設計はSaro社で行われ、主翼の製造と共に艇体の形状は同社の"シュリンプ（Shrimp）"機の経験が活かされた。ショート社は艇体と尾翼の製造と最終組み立てを担当した。

## 派生型

### ショート S.35 シェトランド I
試作初号機であり唯一のシェトランド I となった機体（シリアル番号：DX166）は1944年12月12日にショート社の主任テストパイロットのジョン・ランケスター・パーカー（John Lankester Parker）機長とジェフリー・タイソン（Geoffrey Tyson）副操縦士の手で初飛行を行った。この機体は回転銃座を装着せず（初飛行前に仕様が非武装の輸送機に変更された）に初飛行を行い、1945年10月にフェリックストウの英国海軍航空実験研究所 (MAEE)に配備された。テストでは水上での操縦性は満足するものであったが、主翼下の安定フロートの位置が低すぎ最大積載時の離陸で十分な余裕がとれなかった。飛行テストでは各舵の調和と縦方向の安定性に問題があることが分かった。評価試験が終了する前の1946年1月28日に機体は停泊中にガレー船からの出火により焼失した。

### ショート S.40 シェトランド II
戦争の終結と共に2番目の試作機（シリアル番号：DX171）は民間輸送機として完成し、シェトランド II と命名された。この機体は70名の乗客が搭乗できるように設計されていたが40席しか設置されていなかった。登録記号"G-AGVD"のシェトランド IIは1947年9月17日に初飛行を行った。評価試験の後に本機はベルファストのショート・ブラザーズ社に配置されたが、それ以上の発注はなく1951年に廃棄処分にされるまで限定的な試験飛行にのみ使用された。

## 要目 (S.35)
- 乗員：11名
- 搭載量：兵員70名
- 全長：33.5 m (110 ft)
- 全幅：46.75 m (150 ft 4 in)
- 全高：11.7 m (11.7 m)
- 翼面積：244.9 m² (2,636 ft²)
- 空虚重量：34,410 kg (75,860 lb)
- 全備重量：54,431 kg (120,000 lb)
- 最大離陸重量：56,700 kg (125,000 lb)
- エンジン：4 × ブリストル セントーラス VII 星型エンジン、2,500 hp (1,864 kW)
- 最大速度：424 km/h (263 mph at 6,500 ft)
- 巡航高度：5,180 m (17,000 ft)
- 航続距離：7,100 km (3,835 nm, 4,410 mi)

- 武装：
  - 機銃（計画）：機首、胴体中部背面、機尾に合計3基のブローニングM2重機関銃連装回転銃座
  - 爆弾：1,800 kg (4,000 lb) までの爆弾又は爆雷